# Ерішум I
Ерішум I — стародавній правитель міста Ашшура у першій половині XIX століття до н. е.

## Правління
Відомий з Ассирійського царського списку та численних написів. Кілька його написів було знайдено навіть у Каніші на Анатолійському плоскогір'ї.
Продовжував політику свого батька з посилення торгівлі. Саме до часів його правління, можливо, належать перші письмові акти архівів торгової колонії Каніш у Малій Азії. Ерішум I проводив активну будівельну діяльність. Найважливішим стало зведення храму бога Ашшура. Він обладнав трон для бога, прикрашений коштовним камінням, а також збудував монументальні сходи для процесій та браму до храму. В основу храму він заклав глиняний циліндр зі своїм написом, наказуючи в ньому, щоб ніхто, навіть цар, який би надумав оновити храм, не посмів прибрати його.